# Elvis Manu
Elvis Kofi Okyere Wiafe Manu (Dordrecht, 13 augustus 1993), [ɛlvɪs 'manu] is een Nederlands-Ghanees voetballer die bij voorkeur als linksbuiten speelt.

## Clubcarrière

### Feyenoord
Manu begon met voetballen bij DVV Fluks. Na een periode bij VV SSW werd hij in 2005 opgenomen in de jeugdopleiding van Feyenoord, dat hem eerst een jaar in de jeugd bij SBV Excelsior stalde. Manu maakte op 26 februari 2012 zijn debuut in het betaald voetbal in het shirt van Feyenoord. Daarvoor deed hij die dag mee in een competitiewedstrijd tegen PSV. Hij viel in de 90ste minuut in voor Jerson Cabral. Manu maakte op 6 mei 2012 zijn eerste doelpunt in de Eredivisie, als invaller voor Cabral in een uitwedstrijd tegen sc Heerenveen.

#### Verhuurd
Feyenoord verhuurde Manu bij aanvang van het seizoen 2012/13 samen met vier clubgenoten aan SBV Excelsior. De club verhuurde hem op 9 januari 2014 opnieuw, nu voor een half seizoen aan SC Cambuur. Hij maakte hiervoor zijn officieuze debuut in een oefenduel tegen De Graafschap en maakte daarin het winnende doelpunt. Bij Cambuur maakte Manu in vijftien competitiewedstrijden vijf doelpunten.

### Feyenoord
Manu maakte in het seizoen 2014/15 weer deel uit van de selectie van Feyenoord. In een tegen Beşiktaş JK verloren play-offwedstrijd voor de UEFA Champions League versierde hij in het thuisduel een strafschop en maakte hij in het uitduel een doelpunt. Omdat Beşiktaş de Rotterdammers over twee wedstrijden versloeg, ging Feyenoord naar de UEFA Europa League. In de play-offs voor de UEFA Europa League eindigde de uitwedstrijd tegen Zorja Loehansk in 1–1. In Rotterdam kwamen de Oekraïners na een 3–0-achterstand terug tot 3-3, maar Manu maakte in de blessuretijd het winnende doelpunt. In de groepsfase van de Europa League maakte Manu de winnende treffer in een wedstrijd tegen Standard Luik (2-1 winst). In een thuiswedstrijd tegen AS Roma scoorde hij 1-1. Feyenoord verloor de wedstrijd met 1-2, waardoor de Europese campagne ten einde kwam. Hij werd tijdens zijn periode bij Feyenoord door het publiek liefkozend Manutelli genoemd, een verwijzing naar  Mario Balotelli.

### Brighton & Hove Albion
Manu tekende in augustus 2015 een contract tot medio 2018 bij Brighton & Hove Albion, de nummer twintig van de Championship in het voorgaande seizoen. Dat betaalde circa €1.700.000 voor hem aan Feyenoord. Hij kwam bij Brighton & Hove Albion weinig aan spelen toe. Halverwege zijn eerste seizoen maakte hij op huurbasis een overstap naar Huddersfield Town FC. In het seizoen 2016-2017 kon hij bij Brighton & Hove Albion wederom niet rekenen op een basisplaats.

### Go Ahead Eagles
Op 31 december 2016 kwam Manu op huurbasis naar Go Ahead Eagles, dat op dat moment onderaan de eredivisie stond. Misschien wel zijn meest memorabele moment bij de Eagles was tijdens de met 1-2 gewonnen wedstrijd tegen N.E.C. op 4 februari 2017. Na het scoren van de 0-1 in de 12e minuut rende hij naar een camera en schreeuwde ‘grote gezeik’ naar de toeschouwers thuis. In de 63e minuut moest hij met een tweede gele kaart het veld verlaten. Op 8 mei werd, één wedstrijd voor het einde van de competitie, de huurperiode per direct beëindigd. Manu had voor de wedstrijd waarin Go Ahead Eagles degradeerde, Feyenoord via sociale media een hart onder de riem gestoken voor hun kampioenswedstrijd. De club verweet hem dat hij onvoldoende gefocust was op de degradatiestrijd.

### Buitenlandse avonturen
Op 10 juli 2017 tekende Manu voor twee seizoenen bij het Turkse Gençlerbirliği. In juni 2018 mocht hij vertrekken. Hij vervolgde zijn loopbaan bij Akhisar Belediyespor. Bij Akhisar Belediyespor maakte hij zijn officiële debuut tijdens de gewonnen wedstrijd om de Turkse Super Cup tegen Galatasaray. Manu startte in de basis en werd in de 77e minuut gewisseld. De Turkse Super Cup was de eerste prijs voor Manu in zijn loopbaan als profvoetballer. Later in het seizoen degradeerde Manu met Akhisar.
In 2019 vervolgde Manu zijn loopbaan bij Beijing Renhe op het hoogste niveau in China. In augustus 2020 ging Manu naar de Bulgaarse landskampioen PFK Ludogorets. Met Ludogorets won Manu in 2021 het landskampioenschap van Bulgarije. Eind januari 2022 werd zijn contract in goed overleg ontbonden, omdat hij meer aan spelen wilde toekomen. Een maand later tekende Manu een contract tot het einde van het seizoen 2021/22 bij het Poolse Wisła Kraków met een optie op nog een seizoen, deze optie werd na de degradatie van Wisla Krakow niet gelicht. Manu ging in het seizoen 2022/23 spelen voor Botev Plovdiv

### FC Groningen en U Cluj
Op 31 januari 2023 tekende Manu een huurcontract voor de rest van het seizoen bij FC Groningen. Met Groningen degradeerde hij in het seizoen 2022/23 uit de Eredivisie. Hij keerde terug bij Botev Plovdiv waar zijn contract in augustus 2023 ontbonden werd. In oktober 2023 vond Manu in het Roemeense FC Universitatea Cluj een nieuwe club. Hier vertrok hij in januari 2024 alweer.

### FC Volendam
Op 1 oktober 2024 tekende Manu een contract voor de rest van het seizoen bij FC Volendam. Manu was transfervrij en trainde de afgelopen periode al mee in het Kras Stadion. De wegen van Volendam en de aanvaller scheidden echter alweer na 4 maanden. Manu was lang afwezig op het trainingsveld bij FC Volendam, wat te maken zou hebben met dreiging uit de onderwereld. Op 23 november werd zijn huis getroffen door een aanslag en ook bij een ander huis, aan hem gelinkt, zou een ontploffing zijn geweest. Ook werden er zogenoemde spotters gesignaleerd rond het trainingsveld van FC Volendam. Zij zouden een wraakactie voorbereiden voor een mislukte drugsdeal.
FC Volendam meldde op de clubwebsite dat Manu vanaf 1 februari geen deel meer uitmaakte van de club. Hij kwam in de competitie slechts tot zes invalbeurten, waarbij hij de winnende 3-2 maakte tegen FC Den Bosch. Zijn enige basisplaats was in het bekerduel tegen DOVO (1-5 winst).

## Clubstatistieken
| Seizoen         | Club                   | Competitie      | Competitie | Competitie | Beker | Beker | Overig | Overig | Totaal | Totaal |
| Seizoen         | Club                   | Competitie      | Wed.       | Dlp.       | Wed.  | Dlp.  | Wed.   | Dlp.   | Wed.   | Dlp.   |
| --------------- | ---------------------- | --------------- | ---------- | ---------- | ----- | ----- | ------ | ------ | ------ | ------ |
| 2011/12         | Feyenoord              | Eredivisie      | 4          | 1          | 0     | 0     | –      | –      | 4      | 1      |
| 2012/13         | → Excelsior            | Eerste divisie  | 20         | 8          | 1     | 1     | –      | –      | 21     | 9      |
| 2013/14         | Feyenoord              | Eredivisie      | 1          | 0          | 1     | 0     | 2      | 0      | 4      | 0      |
| 2013/14         | → SC Cambuur           | Eredivisie      | 15         | 5          | 0     | 0     | –      | –      | 15     | 5      |
| 2014/15         | Feyenoord              | Eredivisie      | 26         | 7          | 1     | 0     | 10     | 5      | 37     | 12     |
| 2015/16         | Feyenoord              | Eredivisie      | 1          | 0          | 0     | 0     | –      | –      | 1      | 0      |
| 2015/16         | Brighton & Hove Albion | Championship    | 8          | 0          | 1     | 0     | –      | –      | 9      | 0      |
| 2015/16         | → Huddersfield Town    | Championship    | 5          | 0          | 0     | 0     | –      | –      | 5      | 0      |
| 2016/17         | Brighton & Hove Albion | Championship    | 2          | 0          | 3     | 2     | –      | –      | 5      | 2      |
| 2016/17         | → Go Ahead Eagles      | Eredivisie      | 14         | 2          | 0     | 0     | –      | –      | 14     | 2      |
| 2017/18         | Gençlerbirliği         | Süper Lig       | 24         | 4          | 2     | 2     | –      | –      | 26     | 6      |
| 2018/19         | Akhisar Belediyespor   | Süper Lig       | 28         | 7          | 8     | 2     | 5      | 1      | 41     | 10     |
| 2019            | Beijing Renhe          | Super League    | 12         | 1          | 0     | 0     | 0      | 0      | 12     | 1      |
| 2020/21         | PFK Ludogorets         | Parva Liga      | 22         | 4          | 4     | 1     | 6      | 5      | 32     | 10     |
| 2021/22         | PFK Ludogorets         | Parva Liga      | 14         | 4          | 2     | 1     | 9      | 1      | 25     | 6      |
| 2021/22         | Wisła Kraków           | Ekstraklasa     | 11         | 2          | 0     | 0     | 0      | 0      | 11     | 2      |
| 2022/23         | Botev Plovdiv          | Parva Liga      | 14         | 7          | 2     | 3     | 0      | 0      | 16     | 10     |
| 2022/23         | → FC Groningen         | Eredivisie      | 10         | 0          | 0     | 0     | 0      | 0      | 10     | 0      |
| 2023/24         | Botev Plovdiv          | Parva Liga      | 2          | 0          | 0     | 0     | 0      | 0      | 2      | 0      |
| 2023/24         | FC Universitatea Cluj  | Liga 1          | 8          | 0          | 2     | 1     | 0      | 0      | 10     | 1      |
| 2024/25         | FC Volendam            | Eerste divisie  | 6          | 1          | 1     | 0     | 0      | 0      | 7      | 1      |
| Carrière totaal | Carrière totaal        | Carrière totaal | 247        | 53         | 28    | 13    | 32     | 12     | 307    | 78     |

Bijgewerkt 10 maart 2025.

## Interlandcarrière

### Nederlandse jeugdteams
Manu maakte op 1 september 2011 zijn debuut in Nederland -19. Hij speelde acht oefenwedstrijden in het team en maakte daarin één doelpunt. Vervolgens speelde hij op 8 september 2012 één oefenwedstrijd voor Nederland -20. Hij maakte op 8 september 2014 zijn debuut in Jong Oranje tijdens de EK-kwalificatiewedstrijd tegen Slowakije. Daarna speelde hij ook nog twee EK-kwalificatiewedstrijden tegen Portugal. Waarmee zijn totaal op 3 wedstrijden kwam.

### Ghana
Door zijn dubbele nationaliteit kon hij kiezen tussen het Nederlands en het Ghanees voetbalelftal. In juni 2015 sprak Manu met de Ghaneese bondscoach Avram Grant over een mogelijke overstap. Hierop maakte hij bekend zich beschikbaar te stellen voor Ghana.
In 2016 zette hij zijn naturalisatie door, hoewel hij de deur openhield voor Oranje.

## Erelijst
| Competitie                  |                      |                      |                      |                      |
| Competitie                  | Aantal               | Jaren                |                      |                      |
| Akhisar Belediyespor        | Akhisar Belediyespor | Akhisar Belediyespor | Akhisar Belediyespor | Akhisar Belediyespor |
| --------------------------- | -------------------- | -------------------- | -------------------- | -------------------- |
| Turkse Super Cup            | 1x                   | 2018                 |                      |                      |
| PFK Ludogorets              |                      |                      |                      |                      |
| Landskampioen van Bulgarije | 1x                   | 2021                 |                      |                      |
| Bulgaarse Supercup          | 1x                   | 2021                 |                      |                      |